# Championnat de Finlande de football 1931
Navigation
Saison précédente Saison suivante
La saison 1931 du Championnat de Finlande de football était la 2e édition du championnat de première division en Finlande. Les huit meilleurs clubs du pays sont regroupés au sein d'un poule unique où chaque formation rencontre tous ses adversaires une seule fois. Les deux derniers du classement en fin de saison sont relégués et remplacés par les deux meilleurs clubs de deuxième division.
C'est le HIFK, champion de Finlande en titre, qui remporte la compétition en gagnant tous ses matchs et donc terminant en tête de la poule. C'est le 2e titre de champion de Finlande de l'histoire du club.

## Les 8 clubs participants
- HIFK
- TPS Turku
- VPS Vaasa
- Sudet Viipuri - Promu de D2
- HJK Helsinki - Promu de D2
- HPS Helsinki
- KIF Helsinki
- ViPS Viipuri

## Compétition

### Classement
Le barème de points servant à établir le classement se décompose ainsi :
- Victoire : 2 points
- Match nul : 1 point
- Défaite : 0 point

| Rang | Équipe          | Pts | J | G | N | P | Bp | Bc | Diff |
| ---- | --------------- | --- | - | - | - | - | -- | -- | ---- |
| 1    | HIFK T          | 14  | 7 | 7 | 0 | 0 | 29 | 9  | +20  |
| 2    | HPS Helsinki    | 10  | 7 | 4 | 2 | 1 | 22 | 12 | +10  |
| 3    | TPS Turku       | 8   | 7 | 3 | 2 | 2 | 14 | 13 | +1   |
| 4    | Kiffen Helsinki | 7   | 7 | 3 | 1 | 3 | 16 | 20 | -4   |
| 5    | VPS Vaasa       | 7   | 7 | 2 | 3 | 2 | 22 | 19 | +3   |
| 6    | Sudet Viipuri   | 4   | 7 | 1 | 2 | 4 | 14 | 22 | -8   |
| 7    | HJK Helsinki P  | 3   | 7 | 0 | 3 | 4 | 12 | 16 | -4   |
| 8    | ViPS Viipuri P  | 3   | 7 | 0 | 3 | 4 | 7  | 25 | -18  |

|  | Champion de Finlande 1931           |
|  | Relégation en deuxième division     |
|  | T : Tenant du titre P : Promu de D2 |

## Bilan de la saison
| Championnat de Finlande de football 1931 |                 |
| Champion                                 | HIFK (2e titre) |
| Promotions et relégations                |                 |
| Promus en Mestaruussarja                 | HT Helsinki     |
| Promus en Mestaruussarja                 | Åbo IFK         |
| Relégués en Ykkönen                      | HJK Helsinki    |
| Relégués en Ykkönen                      | Sudet Viipuri   |